# Tilmanstone
Tilmanstone är en ort och civil parish i grevskapet Kent i sydöstra England. Orten ligger i distriktet Dover, cirka 7,5 kilometer väster om Deal. Civil parishen hade 369 invånare vid folkräkningen år 2021.